# Carrosserie Ghia

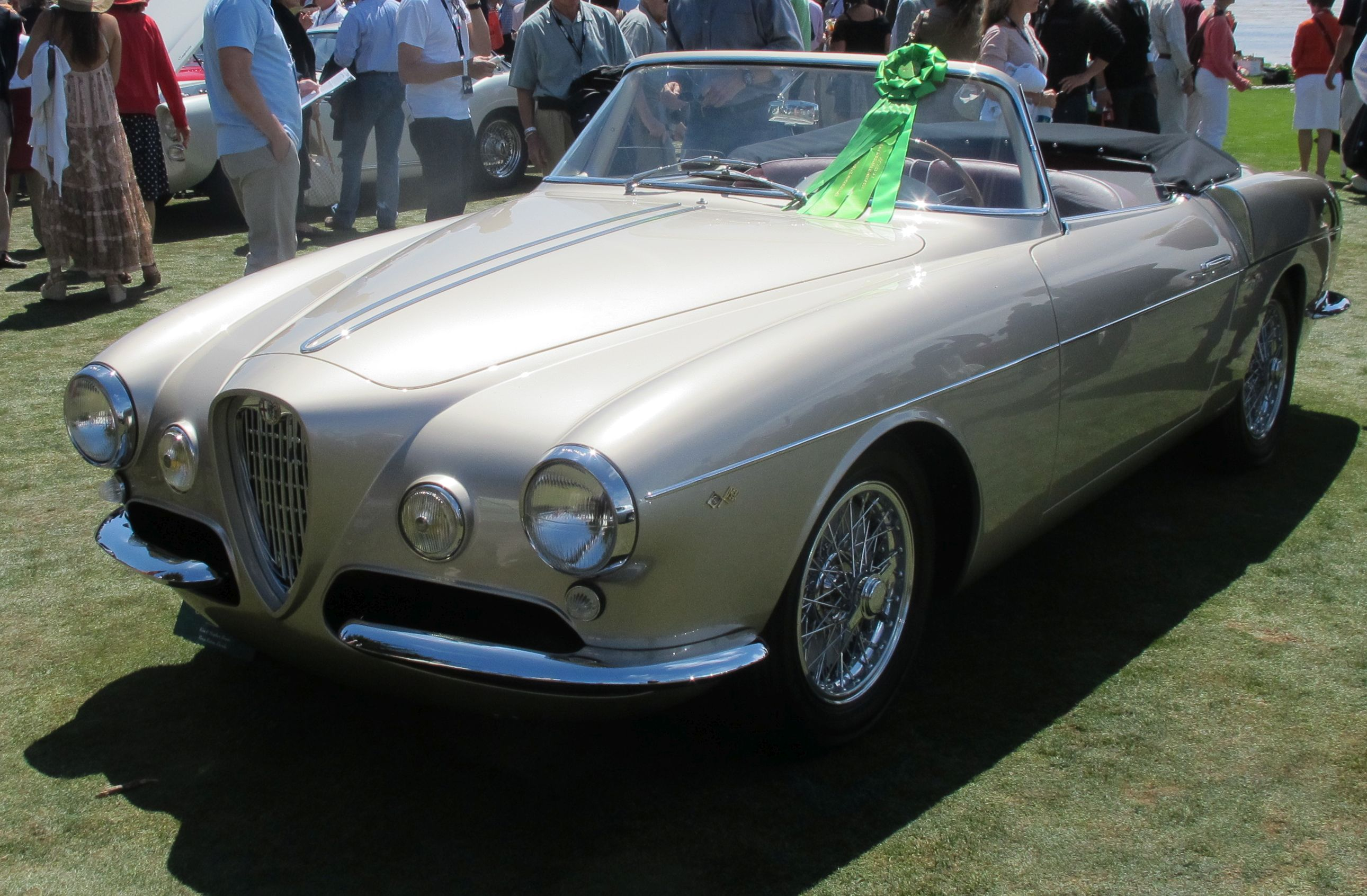
Alfa Romeo 1900 mit Karosserie der Carrosserie Ghia

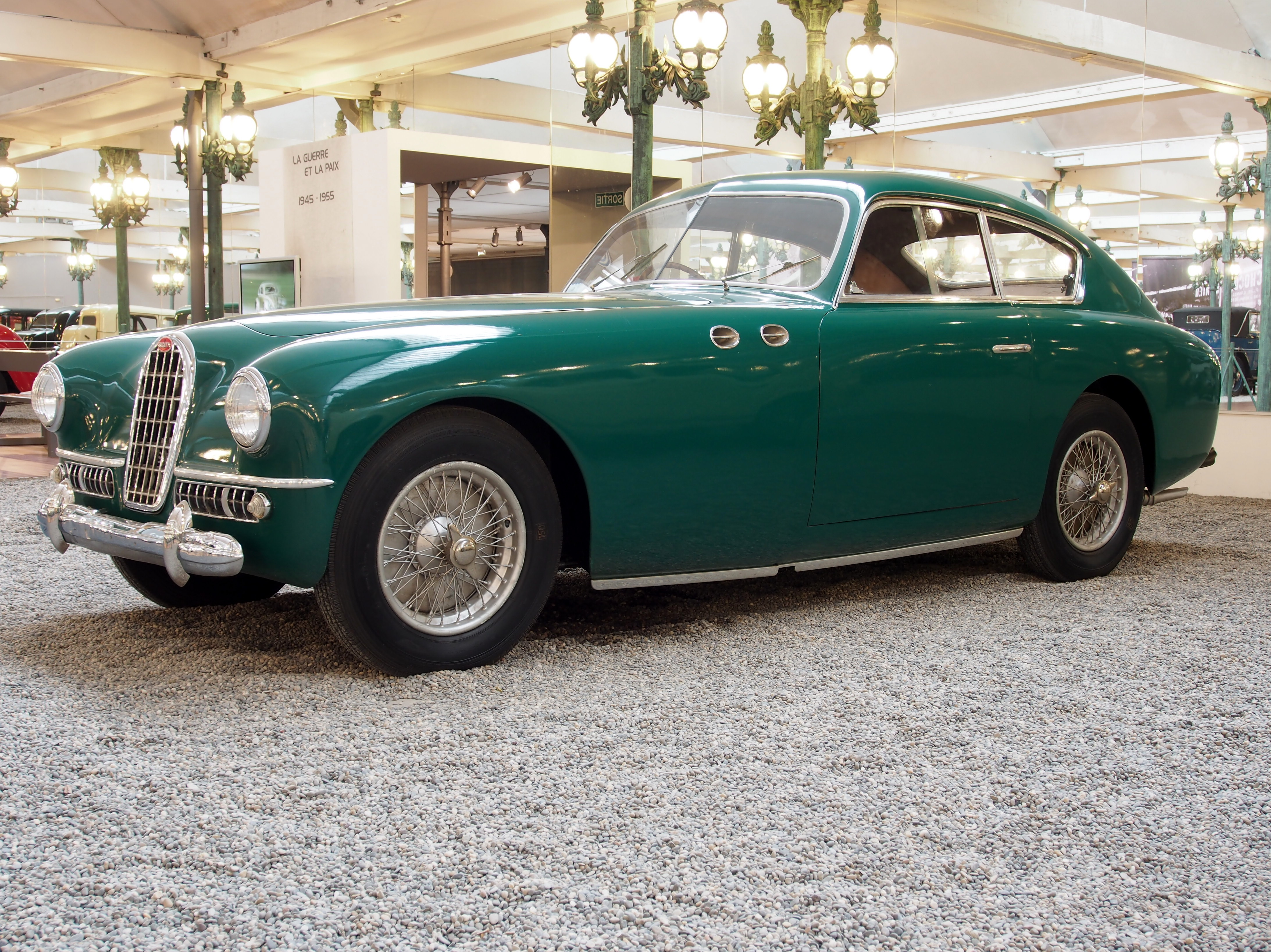
Bugatti Type 57 von 1937 mit Aufbau von 1952 in der Cité de l’Automobile

Carrosserie Ghia war ein Schweizer Karosseriebauunternehmen.

## Unternehmensgeschichte
Das Unternehmen wurde 1948 in Aigle im Kanton Waadt gegründet. Unter dem Namen Ghia-Aigle produzierte es Automobil-Karosserien, die zunächst nach einer Lizenz der Carrozzeria Ghia aus Italien entstanden. Von 1951 bis 1957 war Giovanni Michelotti als Designer tätig und danach Pietro Frua.
1954 erfolgte der Umzug nach Lugano im Kanton Tessin und 1958 zurück nach Aigle. Um 1960 endete die Produktion eigener Karosserien für Personenkraftwagen. Das Unternehmen beschäftigte sich anschließend mit Reparaturen und einigen Aufbauten für Nutzfahrzeuge; 1984 wurde es aufgelöst.
Einer Quelle zufolge sollen etwa 80 Fahrzeuge gefertigt worden sein.
Von 1981 bis 1988 gab es mit der gleichen Adresse Ghia SA.

## Fahrzeuge
Zunächst sind Einzelstücke auf Basis des Alfa Romeo 6C 2500 und eines Delahaye bekannt. Danach waren es Jowett Jupiter, Jaguar Mark VII, Fiat 1100 TV, Ferrari und zwei Bugatti Type 57 aus Vorkriegszeiten, die neue Karosserien erhielten.
Eine Quelle bezeichnet ein Fahrzeug auf dem Fahrgestell eines MG TD als das bekannteste Modell. Weiter werden Panhard Dyna X, Studebaker und Alfa Romeo 1900 SS genannt. Der BMW 505 wurde 1955 auf der IAA in Frankfurt am Main präsentiert. Für die letzten Jahre sind erneut Alfa Romeo 1900, Jaguar XK 150 und Lloyd Alexander überliefert.